# Crab Orchard (Kentucky)
Crab Orchard é uma cidade localizada no estado americano de Kentucky, no Condado de Lincoln.

## Demografia
Segundo o censo americano de 2000, a sua população era de 842 habitantes.
Em 2006, foi estimada uma população de 869, um aumento de 27 (3.2%).

## Geografia
De acordo com o United States Census Bureau tem uma área de
3,6 km², dos quais 3,6 km² cobertos por terra e 0,0 km² cobertos por água. Crab Orchard localiza-se a aproximadamente 275 m acima do nível do mar.

## Localidades na vizinhança
O diagrama seguinte representa as localidades num raio de 24 km ao redor de Crab Orchard.